# Ammoxenus coccineus
Ammoxenus coccineus är en spindelart som beskrevs av Simon 1893. Ammoxenus coccineus ingår i släktet Ammoxenus och familjen Ammoxenidae.
Artens utbredningsområde är Namibia. Inga underarter finns listade i Catalogue of Life.